# Hermann Bull
Hermann Bull (* 24. September 1885 in Frankfurt-Bockenheim; † 10. Oktober 1947 in Düsseldorf) war ein deutscher Porträt- und Landschaftsmaler der Düsseldorfer Schule.

## Leben
Bull studierte von 1909 bis 1912 Malerei an der Kunstakademie Düsseldorf. Als Bildnis- und Landschaftsmaler lebte er in Düsseldorf, wo er dem Künstlerverein Malkasten angehörte, zeitweise in Aachen. Studienreisen führten ihn nach England, Frankreich und in die Schweiz.